# Романцов Ігор Сергійович
І́гор Сергі́йович Романцо́в (15 лютого 1982, село Волохівка Вовчанського района Харківської області — 28 серпня 2014, село Новозар'ївка, Донецька область) — майор (посмертно) Збройних сил України, учасник російсько-української війни.

## Життєпис
Народився 1982 року в селі Волохівка (Вовчанський район, Харківська область). Закінчив 1999 року зі срібною медаллю навчання у Волохівському навчально-виробничому ліцеї. У дитинстві мріяв стати ветеринаром, але під кінець навчання вирішив стати військовиком. Не останню роль у цьому рішенні відіграв приклад рідного дядька, який дослужився до генерала і був для хлопця неабияким авторитетом.
Вступив до Харківського військового університету, через два роки ракетний факультет перевели до Одеського інституту Сухопутних військ. Здобувши освіту, служив у 92-й окремій механізованій бригаді. Служив у навчальному комплексі Сухопутних військ «Десна», потім знов повернувся у 92-гу бригаду, обіймав посаду заступника командира батальйону по роботі з особовим складом.
Одружився, 2009 року народився син Роман.
У квітні 2014 р. військові частини перекинули ближче до російського кордону. Інженерно-тактичну групу, в якій служив капітан Романцов, відправили у його рідний Вовчанський район. Декілька місяців бійці провели в польових умовах, охороняючи кордон і підвищуючи бойову готовність.
З початку серпня українські добровольчі батальйони та ЗСУ наблизилися до Іловайська. Росія розпочала відкриту агресію і ввела регулярну армію. Місто й українські частини опинилися в оточенні. 18 серпня при 92-й бригаді була створена особлива ротно-тактична група, яку направили під Іловайськ для деблокування виходу із оточення. В цю групу увійшов і капітан Романцов.
Під ранок 28 серпня 2014 року на дорозі між селами Новозар'ївка та Войкове ротно-тактична група Романцова потрапила під шквальний вогонь: спочатку її обстріляла російська артилерія, а потім — диверсійно-розвідувальні загони супротивника. У БМП, в якій їхав Романцов, влучив снаряд, але офіцер до останнього лишився зі своїми бійцями. Разом із ним загинули солдат Сергій Бризгайло, сержанти Юрій Безщотний, Руслан Батраченко та Сергій Чорний, солдат Андрій Деребченко, молодші сержанти Олексій Карпенко, Олександр Карасик та Василь Лепетюха, та іще один військовик 92-ї бригади, особа якого станом на липень 2015 р. не встановлена; у серпні 2016 р. встановлено, що це був сержант Антон Бутирін.
Вдома лишилися батько, дружина, син.
Довгий час доля групи лишалася невідомою. Бойовики після бою зібрали тіла українських бійців і просто прикопали неподалік у братській могилі. Рідні до останнього сподівалися, що Романцов та інші хлопці потрапили в полон, розміщували їхні фото у соцмережах. Але 16 вересня могилу знайшли волонтери з місії «Евакуація 200» («Чорний тюльпан»). Поряд були польські журналісти, які зняли це все на відео. Батько Ігоря на цьому відео впізнав тіло сина по обгорілих кросівках. Пізніше його особу підтвердила експертиза ДНК.
Без Ігоря лишилися батько, дружина та син 2009 р.н.

## Нагороди та вшанування пам'яті
За особисту мужність і героїзм, виявлені у захисті державного суверенітету та територіальної цілісності України, вірність військовій присязі під час російсько-української війни
- нагороджений орденом Богдана Хмельницького III ступеня (25.3.2015, посмертно).
- відзнакою «Народний Герой України» (23.3.2015, посмертно)
- 7 травня 2015-го у Волохівському навчально-виробничому ліцеї врочисто відкрито пам'ятну дошку на честь учня НВК — Романцова Ігоря.[2]
- Його портрет розміщений на меморіалі «Стіна пам'яті полеглих за Україну» в Києві: секція 3, ряд 5, місце 23
- Вшановується 28 серпня на щоденному ранковому церемоніалі вшанування українських захисників, які загинули цього дня в різні роки внаслідок російської збройної агресії[3]